# Виситаев, Амирбек Жунаидович
Амирбек Жунаидович Виситаев (род. 10 августа 1943, Герменчук, Чечено-Ингушская АССР) — актёр Чеченского театра юного зрителя, Заслуженный артист Чеченской Республики.

## Биография
Родился в селе Герменчук Шалинского района Чечено-Ингушетии 10 августа 1943 года. В 1960 году после окончания школы в родном селе остался в ней преподавателем начальных классов. В 1963 году заочно окончил Грозненское педагогическое училище. В 1968 году устроился на работу в Чечено-Ингушский кукольный театр актёром. В 2002 году ему было присвоено звание Заслуженный артист Чеченской Республики.

## Спектакли
- «Приключения Ибрагима» — Ифрит;
- «Визирь» (Абдул-Хамид Хамидов) — Макхал;
- «Тайна пещеры» (Арби Усманов);
- «Золотой орешек» (Умар Гайсултанов) — Стражник;
- «По щучьему веленью» — Глашатай и Генерал;
- «Верный Джин» Ландау — Крокодил, Чёрный Хожа;
- «Шапка Шайтана» (Умар Гайсултанов) — Стражник;
- «Домик в лесу» — Волк;
- «Монеты из огня» — Старик;
- «Айболит» (пьеса Вадима Коростылева) — доктор Айболит;
- «Приключения Чирдига» (Муса Ахмадов) — Лесник-ведущий.